# Claudine Berg
Pour les articles homonymes, voir Berg.
Claudine Weisberg dite Claudine Berg est une actrice française, née le 19 septembre 1935 à Paris et morte le 16 octobre 2010 dans la même ville.

## Filmographie

### Cinéma
- 1958 : Le Joueur de Claude Autant-Lara
- 1960 : Boulevard de Julien Duvivier
- 1960 : La Bride sur le cou de Jean Aurel, puis : Roger Vadim
- 1960 : Les Quatre Cavaliers de l'Apocalypse de Vincente Minnelli
- 1960 : Terrain vague de Marcel Carné
- 1960 : La Vérité de Henri-Georges Clouzot
- 1962 : Charade de Stanley Donen
- 1962 : Mélodie en sous-sol d'Henri Verneuil
- 1963 : La Bonne Soupe de Robert Thomas
- 1963 : Dragées au poivre de Jacques Baratier
- 1964 : Le Chevalier des sables de Vincente Minnelli
- 1964 : La Grande Course autour du monde de Blake Edwards
- 1964 : Moi et les hommes de quarante ans de Jacques Poitrenaud
- 1964 : Les Pieds nickelés de Jean-Claude Chambon
- 1965 : La Métamorphose des cloportes de Pierre Granier-Deferre
- 1965 : Un monde nouveau de Vittorio de Sica
- 1967 : Les Risques du métier d'André Cayatte
- 1968 : L'Astragale de Guy Casaril
- 1968 : Delphine d'Éric Le Hung
- 1968 : La Grande Lessive (!) de Jean-Pierre Mocky
- 1969 : La Voie lactée de Luis Bunuel
- 1969 : Cran d'arrêt d'Yves Boisset
- 1970 : Êtes-vous fiancée à un marin grec ou à un pilote de ligne ? de Jean Aurel
- 1970 : Mourir d'aimer d'André Cayatte
- 1971 : Liza - (Scampolo) de Marco Ferreri (rôle coupé au montage)
- 1972 : L'Attentat d'Yves Boisset
- 1973 : La Chaise vide de Pierre Jallaud (rôle coupé au montage)
- 1974 : La Coupe à dix francs de Philippe Condroyer
- 1976 : À chacun son enfer d'André Cayatte
- 1976 : Armaguedon d'Alain Jessua
- 1983 : Mesrine d'André Génovès
- 1984 : Stress de Jean-Louis Bertuccelli
- 1985 : Conseil de famille de Costa-Gavras
- 1986 : L'Insoutenable Légèreté de l'être de Philip Kaufman
- 1987 : Cérémonie d'amour de Walerian Borowczyk
- 1988 : A Soldier's Tale de Larry Parr
- 1995 : Mon homme de Bertrand Blier (rôle coupé au montage)

### Télévision
- 1961 : Les Deux Orphelines, téléfilm de Jean-Marie Coldefy : la marchande
- 1963 : Les Cinq Dernières Minutes, épisode L'Eau qui dort de Pierre Nivollet
- 1964 : L'Abonné de la ligne U de Yannick Andreï
- 1966 : Les Cinq Dernières Minutes, épisode Pigeon vole de Claude Loursais
- 1967 : Les Habits noirs de René Lucot (feuilleton télévisé)
- 1967 : En votre âme et conscience, épisode : L'Affaire Francey de  Claude Dagues
- 1968 : Les Enquêtes du commissaire Maigret de Jean-Pierre Decourt, épisode Signé Picpus : la concierge
- 1969 : Que ferait donc Faber ? (série) de Dolorès Grassian
- 1969 : Les Enquêtes du commissaire Maigret de René Lucot, épisode La Maison du juge : l'infirmière
- 1971 : Les Enquêtes du commissaire Maigret de Claude Barma, épisode Maigret à l'école : Mme Dubreuil
- 1972 : François Gaillard ou la vie des autres de Jacques Ertaud, épisode Louis
- 1975 : Les Enquêtes du commissaire Maigret de Claude Boissol, épisode La Folle de Maigret
- 1981 : Sans Famille de Jacques Ertaud : femme de mineur
- 1985 : Châteauvallon, de Serge Friedman, Paul Planchon et Emmanuel Fonlladosa
- 1985 : Les Cinq Dernières Minutes : Crime sur Megahertz de Joannick Desclers
- 1985 : Vincente, téléfilm de Bernard Toublanc-Michel